# Christopher Dahl (seglare)
Christopher Johan Steckmest Dahl, född 8 december 1898 i Oslo, död 26 december 1966 i Oslo, var en norsk seglare.
Dahl blev olympisk guldmedaljör i segling vid sommarspelen 1924 i Paris.